# Dwór opata w Ruprechticach
Dwór opata w Ruprechticach – dwór w miejscowości Ruprechtice, położonej w północno-zachodnich Czechach, w kraju hradeckim, w Sudetach Środkowych.

## Opis
Piętrowy dwór wybudowana na planie prostokąta, kryty wysokim dachem czterospadowym. Od frontu główne wejście. Nad portalem kartusz z herbem klasztoru, datą 1874 i inicjałami NR AB, oznaczającymi Nepomuka Rottera (1844–1886)  Opata Broumovskiego (j. łac. Abbas Braunensis).
W miejscowości znajduje się również: kościół wybudowany w latach 1720–1723, należący do broumovskiej grupy kościołów, cmentarz, dzwonnica, plebania, kostnica.

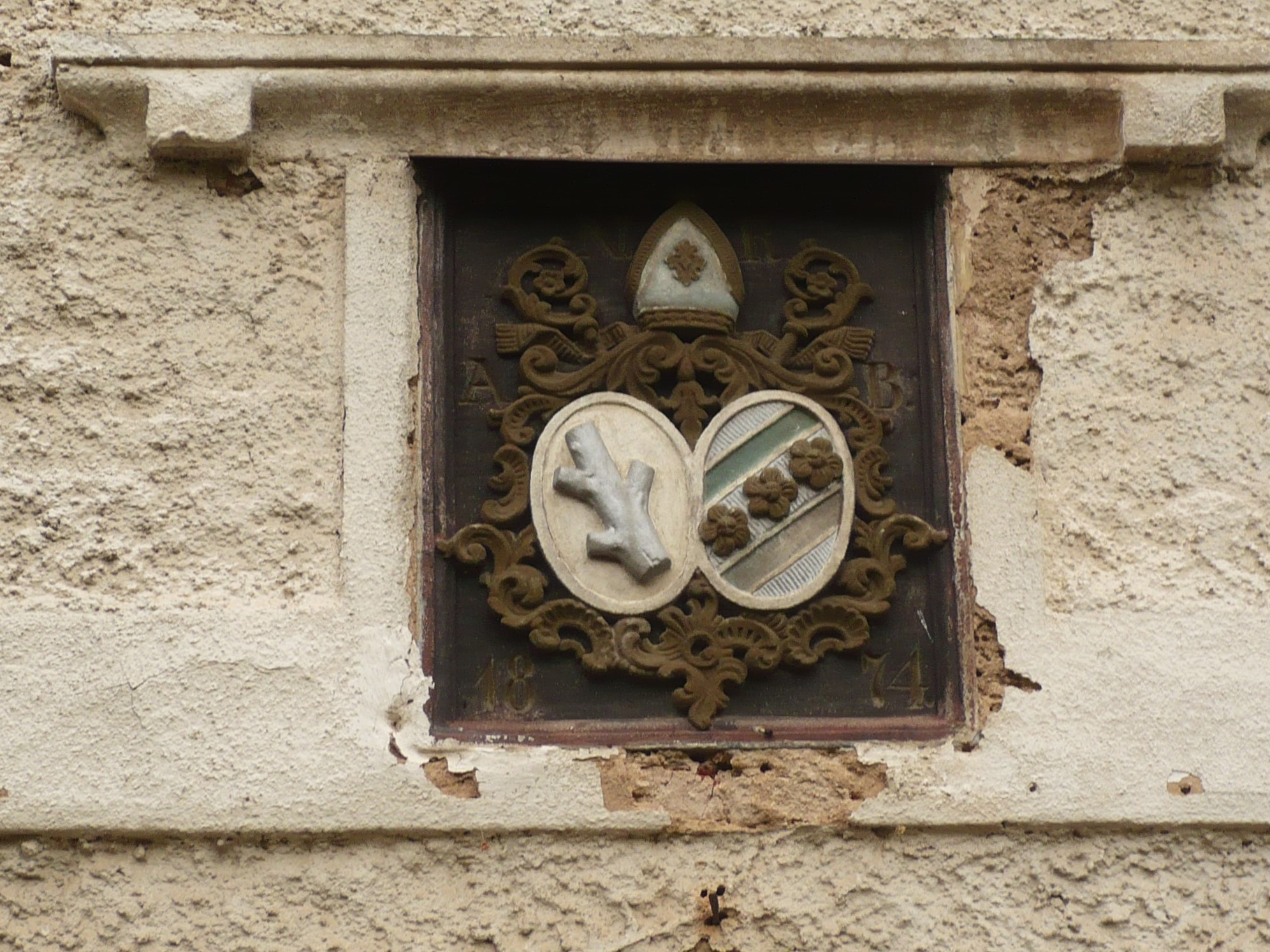
Herb Nepomuka Rottera (NR AB 1874)
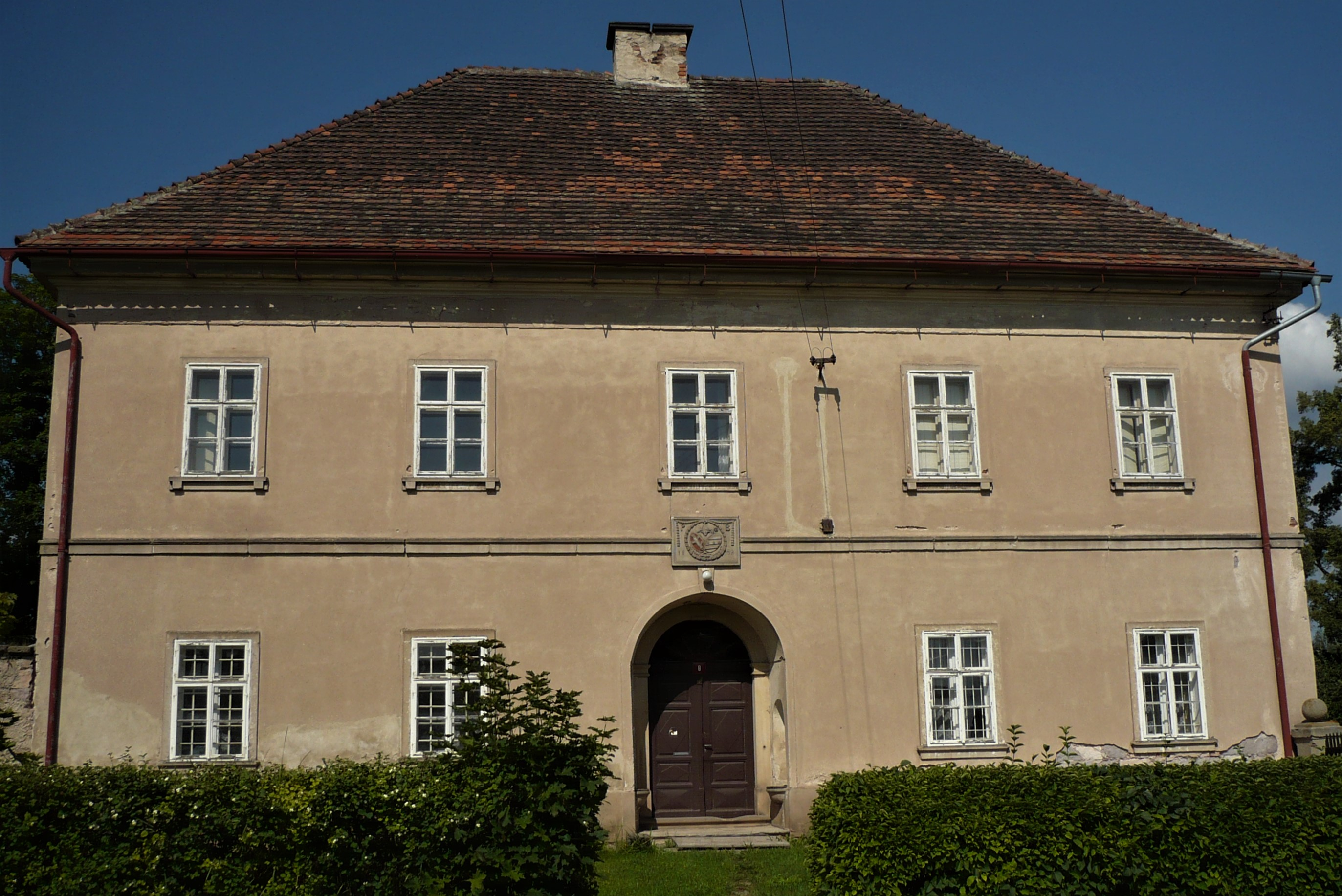
Plebania w Ruprechticach
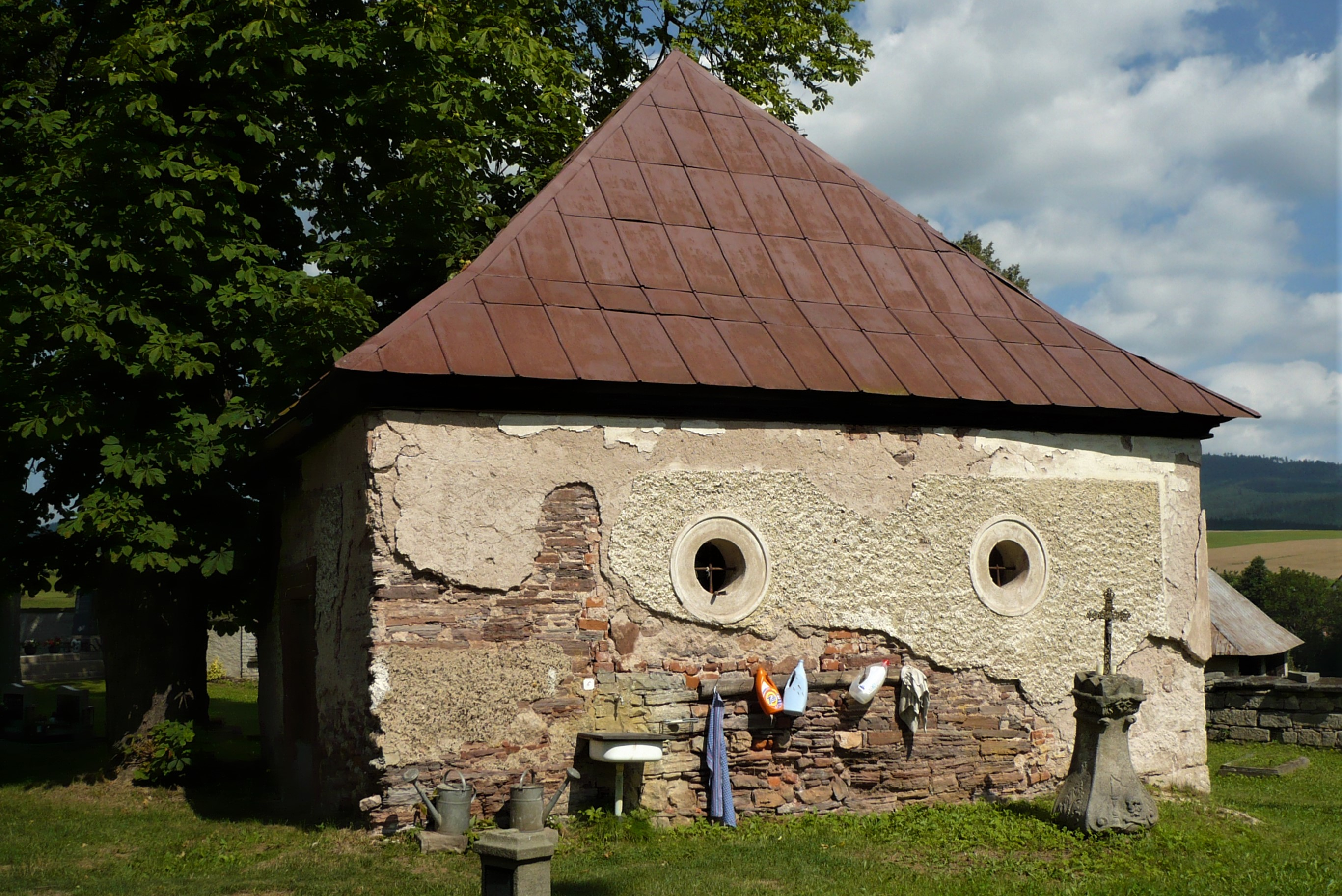
Kostnica w Ruprechticach
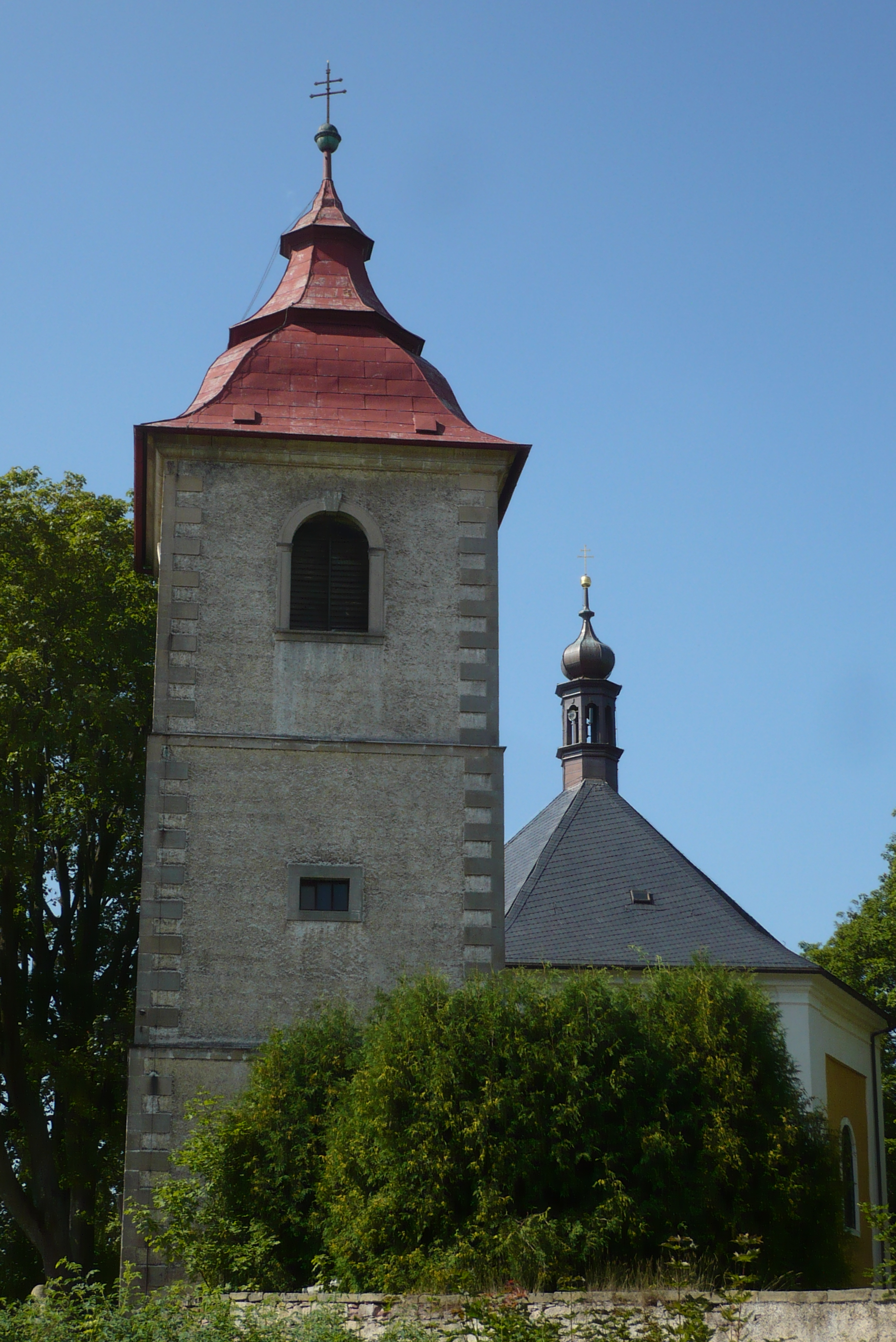
Dzwonnica w Ruprechticach